# Yukari Nakano

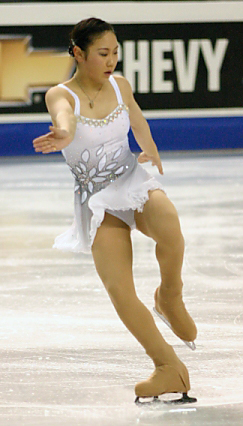
Yukari Nakano

Yukari Nakano (中野友加里,Nakano Yukari ; Aichi, 25 augustus 1985) is een voormalige Japans kunstschaatsster. Ze werd gecoacht door Nobuo Sato.
Kenmerkend voor haar repertoire waren haar bijzonder vaardige uitvoeringen van de Donut-pirouette, maar vooral de een drievoudige axel sprong. Zij was de derde vrouw die een drievoudige axel sprong uitvoerde tijdens een wedstrijd.
Yukari Nakano werd op het WK voor junioren in 2002 tweede. Op de Aziatische Winterspelen van 2007 werd ze kampioene.

## Persoonlijke records
| records               | punten | datum      | toernooi      |
| --------------------- | ------ | ---------- | ------------- |
| Hoogste totaalscore   | 177.40 | 20-03-2008 | WK 2008       |
| Hoogste originele kür | 062.08 | 12-12-2008 | ISU GP finale |
| Hoogste vrije kür     | 116.30 | 20-03-2008 | WK 2008       |

## Belangrijke resultaten
| Kampioenschap                | 97/98 | 98/99   | 99/00 | 00/01 | 01/02  | 02/03 | 03/04 | 04/05 | 05/06  | 06/07 | 07/08 | 08/09 | 09/10 |
| ---------------------------- | ----- | ------- | ----- | ----- | ------ | ----- | ----- | ----- | ------ | ----- | ----- | ----- | ----- |
| Wereldkampioenschap          |       |         |       |       |        |       |       |       | 5e     | 5e    | 4e    |       |       |
| Viercontinentenkampioenschap |       |         |       |       |        | Brons | 6e    | 11e   | Zilver |       |       |       |       |
| Nationaal Kampioenschap      |       |         | 8e    |       | 5e     | 6e    | 7e    | 6e    | 5e     | Brons | Brons | 5e    | Brons |
| WK Junioren                  |       |         | 7e    | 4e    | Zilver |       |       |       |        |       |       |       |       |
| NK Junioren                  | 9e *  | * / 11e |       | Goud  | Zilver |       |       |       |        |       |       |       |       |

(* = novice)
- CiNii: DA18949419
- Bibliotheek van het Japanse parlement: 001157158
- Virtual International Authority File: 306339065